# Родина Медиа
«Родина Медиа» — бывший российский любительский футбольный клуб из Москвы, выступавший в медиафутбольных соревнованиях; победитель третьего сезона Медийной футбольной лиги и обладатель Суперкубка МФЛ-2024.

## История
Команда была создана бывшим футболистом сборной России Дмитрием Тарасовым и рэпером T-killah в 2022 году в партнёрстве с профессиональным клубом «Родина». 
11 сентября 2022 года команда выиграла турнир Liga Bloggers Cup. Во втором сезоне Медийной футбольной лиги клуб дошёл до финала, проиграв там действующему чемпиону 2DROTS. В апреле 2023 года «Родина Медиа» выиграла баскетбольный турнир Media Basket, обыграв в финале 2DROTS. 1 июля 2023 года клуб одержал победу над 2DROTS в финале 3 сезона Медиалиги. В Московском кубке селебрити 2023 команда выбыла после 2 поражений. Была приглашена на Кубок фиферов и Кубок России по футболу 2023/2024. В 1/256 финала Кубка России «Родина Медиа» проиграла вологодскому «Динамо» со счётом 0:3. В феврале 2024 года клуб выиграл Суперкубок Медиалиги, обыграв в финале Broke Boys.
11 марта 2025 года клуб сообщил о расформировании. Ранее было анонсировано, что структуры Сергея Ломакина и профессионального клуба «Родина» не готовы дальше финансировать проект.